# Muyo Muyo
Muyo Muyo (del quechua Muyu 'círculo', "complejo de círculos", también escrito Muyu Muyu) es un complejo arqueológico en Perú. 
Se encuentra ubicado en el Departamento de Apurímac, provincia de Chincheros, Distrito de Uranmarca. Perteneciente al periodo Chanca. Tiene una pirámide circular de cuatro niveles. Actualmente es escenario del Uranmarca Raymi celebrada cada 12 de noviembre.